# Donovan Mitchell
Donovan Vernell Mitchell Jr. (* 7. září 1996, Elmsford, New York) je americký basketbalista hrající v NBA za tým Cleveland Cavaliers. Na vysoké škole hrál za tým Louisville Cardinals, poté byl v roce 2017 vybrán jako třináctý týmem Denver Nuggets, ale stejný den byl vyměněn do týmu Utah Jazz. Během jeho první sezóny byl oceněn cenou NBA All-Rookie First Team a v roce 2018 vyhrál soutěž smečařů při příležitosti All-Star Weekend.

## Brzký život
Mitchell se narodil 7. září 1996, rodičům Mitchellovi Sr. a Nicole v Elmsfordu, New York. Zde byl také vychován. Celé jeho dětství se točilo kolem Major League Baseball díky práci jeho otce. V sedmi letech vzhlížel ke hráčům MLB, Scottu Kazmirovi a Davidu Wrightovi. Mitchell má jednu mladší sestru Jordan. Hrál basketbal v programu AAU(Amateur athletic union) za The City a Riverside Hawks.

## Středoškolská kariéra
Mitchell studoval Canterbury School v Novém Milfordu. Kromě basketbalu, Mitchell hrál také baseball za Canterbury. Jeho baseballová kariéra skončila ve druhém ročníku střední školy, kvůli zlomenému zápěstí, způsobeného srážkou s protihráčem. Toto zranění také ukončilo jeho nadcházející basketbalovou sezónu. Jeho matka ho poté přemístila do Brewster Academy ve Wolfeboru, Nový Hampshire. Díky tomu Mitchell získal značně více pozornosti od vysokoškolských trenérů. Vedle basketbalového týmu se také věnoval hraní streetballu v Rucker Parku. Poté pokračoval ve hraní basketbalu na University of Louisville.

## Vysokoškolská kariéra
Mitchell nosil číslo 45 v uznání k Michaelu Jordanovi, který na dresu nosil stejné číslo v průběhu jeho baseballové kariéry. V prvním ročníku na University of Louisville hrál pouze v pěti zápasech. V průměru si připočítal 7.4 bodů, 1.7 asistencí a 3.4 doskoků za celou sezónu.
Ve druhém ročníku si připsal v průměru 15.6 bodů, 2.7 asistencí a 4.9 doskoků. Jeho úspěšnost střelby z hřiště se pohybovala kolem 46.3 procent. Mitchell se po této sezóně i přesto, že si hned nenajmul agenta, přihlásil do 2017 NBA draftu.

## Profesionální kariéra

### První sezóna 2017–2018
Mitchell byl vybrán týmem Denver Nuggets jako třináctý ve 2017 NBA draftu. Hned poté byl vyměněn za dva hráče Tyler Lyndon a Trey Lyles do týmu Utah Jazz. 5. července 2017 Mitchell podepsal kontrakt s tímto týmem. 11. července 2017 podepsal víceletou smlouvu se společností Adidas. Ten stejný den si připsal 37 bodů v zápase proti týmu Memphis Grizzlies v 2017 NBA Summer League, konané v Las Vegas. V jeho NBA debutu 18. října 2017 Mitchell zaznamenal 10 bodů a 4 asistence proti týmu Denver Nuggets. 1. prosince 2017 si připsal 41 bodů u vítězství 114-108 nad týmem New Orleans Pelicans a stal se prvním nováčkem v NBA, který skóroval 40 bodů v jednom zápase od roku 2011, kdy se to povedlo Blaku Griffinovi. Také se stal sedmým nováčkem v historii klubu, který si připsal 30 a více bodů v jednom zápase a prvním, který si připsal 40 a více. 4. ledna 2018 byl jmenován nováčkem měsíce západní konference za prosinec 2017 kde v průměru získal 23.1 bodů, 3.4 asistencí, 3.2 doskoků a 1.8 krádeží za průměrných 34.3 minut. 15. ledna 2018 překonal Karla Malona v počtu her s 20 a více body, v této době jich již bylo 19. 2. února 2018 Mitchell zaznamenal svoji druhou hru se 40 a více body, tím pádem se stal prvním nováčkem se dvěma 40 bodovými zápasy od doby Allena Iversona v sezóně 1996–1997. 5. února 2018 byl vybrán jako náhrada za zraněného Aarona Gordona do soutěže smečařů, při příležitosti NBA All-Star víkendu. Soutěž vyhrál po skórování 48 a 50 bodů v prvním kole a 50 a 48 v druhém a stal se dalším nováčkem co tuto soutěž vyhrál. 10. dubna 2018 stanovil rekord pro nejvíce vstřelených trojek v nováčkovské sezóně s počtem 186. 12. dubna 2018 byl Mitchell jmenován nejlepším nováčkem března a dubna.
V Mitchellově playoff debutu proti Oklahoma City Thunder zaznamenal 27 bodů, 10 doskoků a 3 asistence. I přes menší zranění ve druhém zápasu skóroval 28 bodů a dovedl svůj tým k vítězství 102-95. Mitchell dovedl Utah Jazz k vítězství 4-2 na zápasy a postoupil do druhého kola. Průměrně si připsal 28.5 bodů s přesností střelby 46.2 procent. Jeho 171 bodů v této sérii, znamenalo třetí největší počet bodů v šesti zápasové sérii nováčka, zůstal pouze za Kareemem Abdul-Jabbarem a Wiltem Chamberlainem.V hře 6 této série si připsal 38 bodů, což byl největší počet bodů ve výherní sérii připsaný nováčkem od roku 1980. 22. května 2018 byl oceněn cenou NBA All-Rookie First Team.

### Druhá sezóna 2018–2019
24. října 2018, Mitchell zaznamenal 38 bodů  ve vítězství proti Houston Rockets. 25. ledna 2019 si Mitchell připsal první a jediný tzv. double-double se 24 body a 11 asistencemi. Mitchell za leden 2019 zaznamenal celkem pět 30bodových zápasů. 2. března 2019 zvýšil svoje kariérní maximum na 46 bodů, ve vítězství 115-11 proti Milwaukee Bucks. 29. dubna Mitchell vyrovnal své dosavadní maximum 46 bodů při výhře 118-108 nad týmem Denver Nuggets. V playoff byl Utah Jazz vyřazen už v prvním kole, ve kterém Mitchell zaznamenal ve čtyřech hrách 19, 11, 34 a 31 bodů, týmem Houston Rockets.

### Třetí sezóna 2019–2020
Mitchell začal sezónu 32 body a 12 asistencemi ve výhře 105-95 proti Oklahoma City Thunder, 23. října 2019. 3. listopadu 2019 Mitchell zaznamenal 36 bodů proti Los Angeles Clippers. 23. listopadu svůj výkon překonal a připsal si 37 bodů ve výhře proti New Orleans Pelicans. 16. ledna 2020 Mitchell překonal svoje kariérní maximum 46 bodů při porážce 138-132 proti New Orleans Pelicans. 30. ledna byl poprvé jmenován členem All-Star týmu. 12. března byl Mitchell pozitivně testován na přítomnost viru SARS-CoV-2, chvíli potom, co jeho spoluhráč Rudy Gobert.